# Segnacco
Segnacco (Segnà in friulano) è una frazione del comune di Tarcento, in provincia di Udine.

## Geografia fisica

### Territorio
Segnacco si trova a 247 m s.l.m., a 1,31 km a sud dal centro di Tarcento. Sorge sull'omonima collina dove è anche coltivata la vite. A ovest il confine è segnato dal fiume Torre; a nord dal centro abitato di Tarcento; a est dalla frazione di Collalto; a sud dalla frazione di Casali Pividori. 

### Clima
Segnacco appartiene alla zona climatica E. Ha un clima sub-continentale con inverni freddi, estati moderatamente calde e forte piovosità. Il Comune di Tarcento, infatti, è uno fra i Comuni italiani più piovosi.

## Storia
Ha origine molto antiche. Segnacco era già abitato in epoca preistorica da popolazioni paleo-venete.
Con l'annessione al Regno d'Italia del 20 novembre 1866 fu frazione del comune di Collalto (Cuelalt in friulano), poi Collalto della Soima (codice Belfiore C842). Con il RD 4481 del 29 luglio 1878, il comune di Collalto della Soima, su specifica deliberazione del consiglio comunale, cambia denominazione in Segnacco e vi trasferisce la sede municipale, nell'edificio di fronte alla chiesa centrale di San Michele Arcangelo, poi destinato ad ospitare la scuola elementare.
Il 29 aprile 1928 l'oramai ex-comune friulano viene aggregato al comune di Tarcento, diventandone una frazione.

### Il terremoto
Nel 1976 fu devastato dai terremoti del 6 maggio e del 15 settembre, che provocarono enormi danni.

## Monumenti e luoghi di interesse

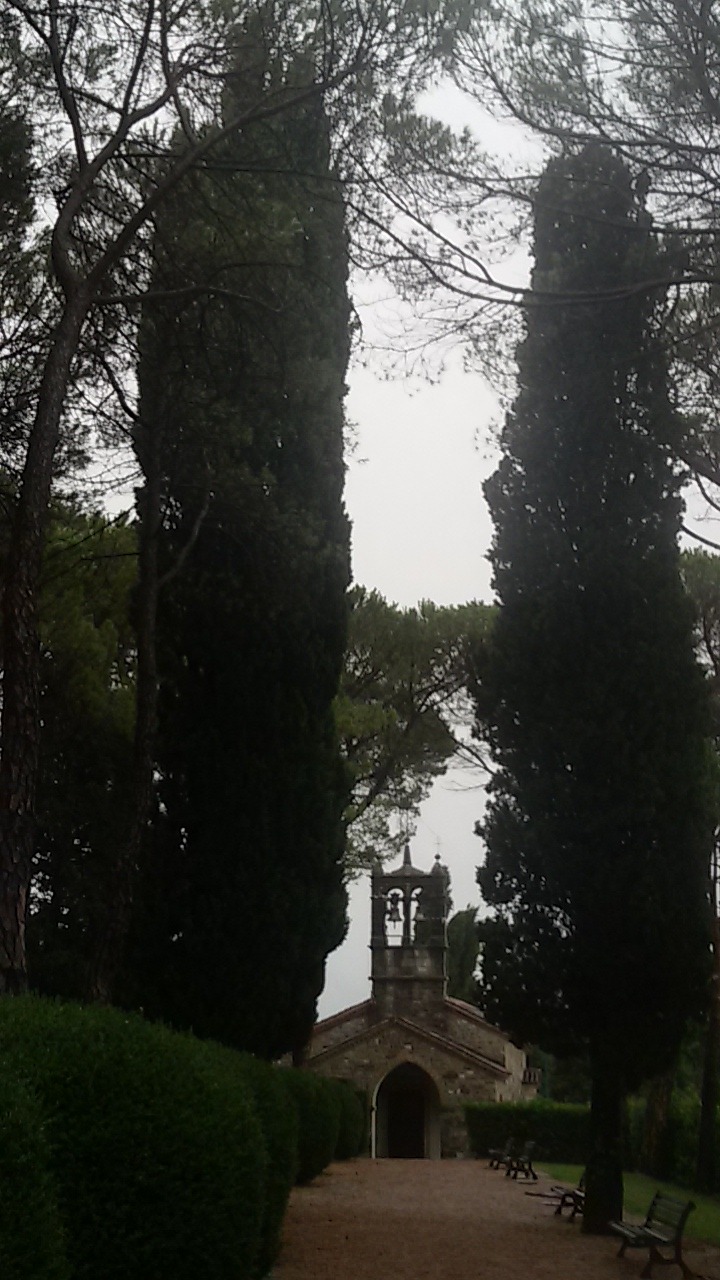
La chiesetta di Sant'Eufemia in cima al colle di Segnacco.

### Architetture religiose
A Segnacco si trova la Chiesa di Sant'Eufemia, molto conosciuta in Friuli. L’edificio attuale risale all'XI secolo, ma sorge su un precedente edificio di culto databile all'anno Mille. Su un muro esterno della chiesa è incisa la data 1347; altri documenti testimoniano invece la sua consacrazione nel 1356. Subì numerose ristrutturazioni e restauri. All'interno è presente nell'arco trionfale un affresco di Gian Paolo Thanner, raffigurante la Madonna con Bambino e Santi, realizzato nel 1512. Il soffitto, in travi di legno, è ornato con motivi floreali che un tempo si pensa fossero colorati di verde e rosso. 
La statua lignea e dorata di Sant'Eufemia presente all'interno della chiesa, dietro l'altare, è una copia. L'originale si trova al Museo Diocesano di Udine e viene datata verso la metà del sec. XIV. Nella Chiesa di Sant'Eufemia molti artisti friulani del lontano passato hanno lasciato traccia del loro passaggio, rendendo la ricchezza di questa chiesetta inestimabile per la cultura friulana. 

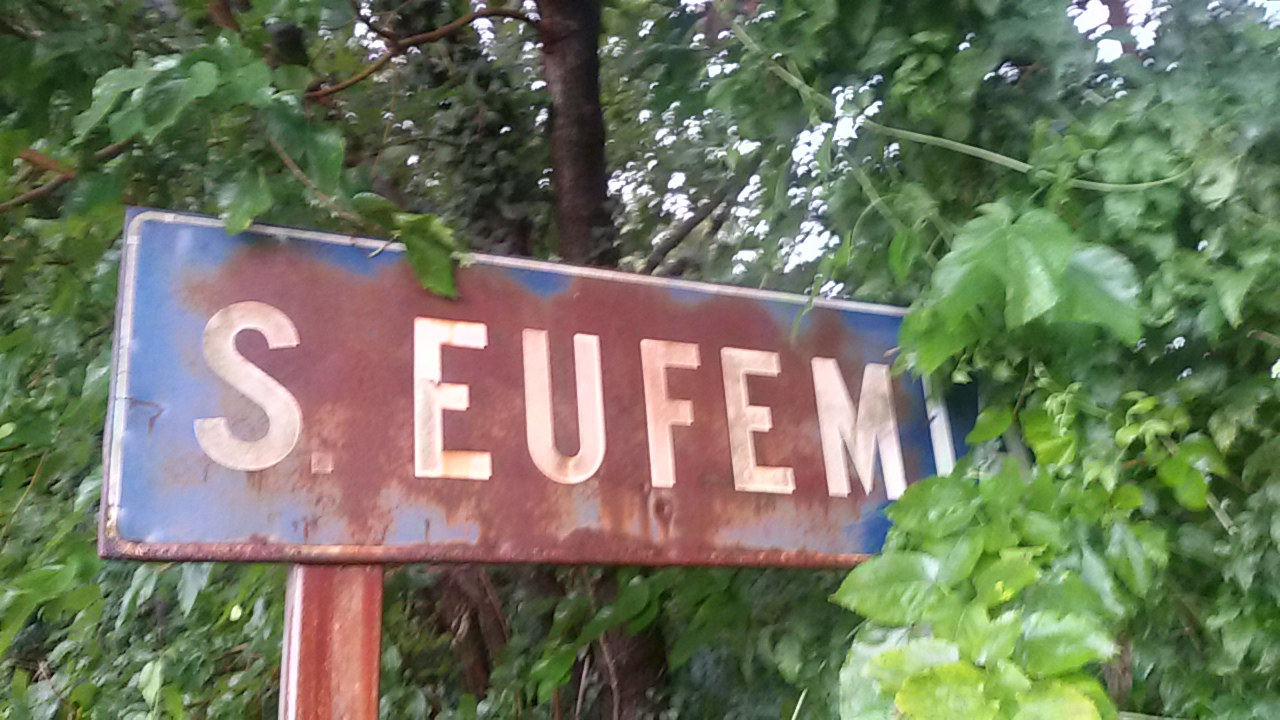

La parrocchia del paese è intitolata a Santa Eufemia Vergine e Martire, ma la chiesa parrocchiale è quella di San Michele Arcangelo.

### Parchi e giardini
A Segnacco, a nord della Chiesa di Sant'Eufemia, sorge il Parco della rimembranza. I pini silvestri, i cipressi e i cespugli di bosso vennero piantati agli inizi del 1900. Oggi questo parco pubblico funge da anticamera al cimitero della Frazione.

## Società

### Lingue e dialetti
A Segnacco, oltre che la lingua italiana, la popolazione utilizza la lingua friulana.

## Infrastrutture e trasporti
Segnacco è attraversata dalla strada statale 13 Pontebbana, importante strada di collegamento con la Carnia e l'Austria verso nord e con il Veneto verso sud.
Dal 1927 al 1959 a Segnacco era presente una fermata del collegamento con Udine costituito dalla tranvia Udine-Tarcento, nota in loco con il soprannome di "tram bianco".

## Amministrazione
A Segnacco è presente lo storico archivio. Insieme alle fonti dell'archivio di Collalto della Soima (Collalto), si può ricreare una buona parte della storia di Tarcento dal XIX secolo al 1928.

## Festività
- Epifania Tarcentina, 6 gennaio: accensione del Pignarûl sul colle di Sant'Eufemia;
- Quarte d'Avost, quarta domenica di agosto: sagra friulana con più di trecento anni, festeggiata con musica e stand gastronomici;
- Festa di San Pietro (San Pieri), 29 giugno: festeggiamenti per il patrono della città con bancarelle, giostre e spettacoli.